# Andrea Kuschel-Korzecka
Andrea Kuschel-Korzecka (* 11. Februar 1955 als Andrea Reichardt in Potsdam) ist eine ehemalige deutsche Dokumentarfilmerin und Produzentin.

## Leben und Wirken
Andrea Kuschel-Korzecka wurde im Februar 1955 als Andrea Reichardt in Potsdam geboren. Im Laufe ihrer filmkünstlerischen Laufbahn firmierte sie unter verschiedenen Namen: Von 1981 bis 1985 als Andrea Klonower, von 1985 bis 1991 als Andrea Ritterbusch, anschließend als Andrea Kuschel bzw. Andrea Kuschel-Korzecka.
Einen ersten Berührungspunkt mit der Filmwelt sammelte die spätere Regisseurin als 15-jährige, als ihr Boxerhund als Filmhund für Junge Frau von 1914 von Egon Günther ausgewählt wurde. 1973 begann sie ein Volontariat beim Fernsehen der DDR, wurde jedoch nach vier Monaten aufgrund von „ungebührlichen Verhaltens“ entlassen. 1974 bewarb sie sich für den neugeschaffenen Studiengang Film- und Fernsehwissenschaft der Hochschule für Film und Fernsehen in Potsdam-Babelsberg und wurde angenommen. Während des Studiums arbeitete sie redaktionell für die Leipziger Dokumentar- und Kurzfilmwoche und entdeckte dort ihre Leidenschaft für den Dokumentarfilm. Ihre Diplomarbeit schrieb sie über ausgewählte Filme des polnischen Regisseurs Krzysztof Zanussi. Dafür verbrachte sie mehrere Monate in Polen und durfte bei der Endfertigung von Zanussis Film Spirale (OT: Spirala) hospitieren.
Nach dem Studium fand die Filmemacherin zunächst keine Anstellung und arbeitete zwei Jahre als Hilfsarbeiterin in der Landwirtschaft. 1981 schaffte sie den Sprung an das DEFA-Studio für Dokumentarfilme und wirkte dort zunächst als Dramaturgin, später als Redakteurin und Regisseurin. Von 1986 bis 1988 arbeitete sie für die Kinowochenschau Treffpunkt Kino. 
Eine enge Arbeitsbeziehung verband sie mit dem Regisseur Günter Lippmann. Für dessen Filme Goldgruben (1981), Kostbares Nass (1986) und Wer hat dich, du schöner Wald ... oder Wie ein Film verhindert wurde (1990), die allesamt Umweltschäden in der DDR dokumentieren, war sie als Dramaturgin tätig.
1988 bekam die Regisseurin den Auftrag anlässlich des 90. Geburtstags von Hanns Eisler einen Dokumentarfilm über den renommierten Komponisten zu drehen. Der Film trägt den Titel Komm! Ins Offene Freund! oder Gegen die Dummheit in der Musik. Im Zuge der staatlichen Abnahme wurde das Werk scharf kritisiert und erhielt keine Zulassung für den Kinoeinsatz. Nach dem Mauerfall erhielt Kuschel-Korzecka die Möglichkeit einen abendfüllenden Dokumentarfilm über den in der DDR bis dato nicht aufgearbeiten Volksaufstand vom 17. Juni 1953 zu drehen. Für Wehe den Besiegten – Der 17. Juni 1953 recherchierte sie in zahlreichen Archiven und interviewte Zeitzeuginnen und Zeitzeugen, die zuvor noch nie nach ihren Erinnerungen an die Ereignisse befragt wurden. Für die DEFA realisierte die Filmemacherin 1991 noch Erinnern und vergessen – Sozialdemokraten zwischen Demokratie und Diktatur ehe sie noch im gleichen Jahr im Zuge der Abwicklung des Studios entlassen wurde.
Nach einer befristeten Anstellung als Redakteurin und Produzentin beim öffentlich-rechtlichen Rundfunk gründete Andrea Kuschel-Korzecka ihre eigene Filmproduktionsfirma ecce homo Film GmbH. Neben ihrer Tätigkeit als Regisseurin und Produzentin übernahm sie Lehraufträge an der Hochschule Mittweida und der Fernseh Akademie Mitteldeutschland.

## Filmografie (Auswahl)

### Regie
(als Andrea Ritterbusch)
- 1986 Treffpunkt Kino, Folgen 8. 9 und 12
- 1987 Treffpunkt Kino, Folgen 2, 4, 5, 8, 9, 10
- 1988 Treffpunkt Kino, Folge 2
- 1989 ... dann antworten Sie mit Ja! , auch Drehbuch
- 1989 Feier ohne Feuer, Lehrfilm für Ministerium des Inneren
- 1989 Komm ins Offene, Freund! Oder Gegen die Dummheit in der Musik, auch Drehbuch, über den Komponisten Hanns Eisler
- 1990–1991 Wehe den Besiegten. Der 17. Juni 1953, auch Drehbuch
- 1991 Erinnern und Vergessen

(als Andrea Kuschel)
- 1999 Tamara Danz (Reihe Music Planet)

### Dramaturgie
(als Andrea Klonower)
- 1983 Das Milliarden-Ding[6]
- 1983 Gesellschaftliche Fonds

(als Andrea Ritterbusch)
- 1986  Kostbares Naß
- 1986  Treffpunkt Kino, Folge 12
- 1987 Treffpunkt Kino, Folge 12
- 1988–1990 Wer hat dich, du schöner Wald  ... oder Wie   ein Film verhindert wurde

### Drehbuch
(als Andrea Klonower)
- 1985 Heinrich Schütz zum 400. Geburtstag, mit Thomas Kuschel[7]

(als Andrea Ritterbusch)
- 1986 Doberaner Jubiläum
- 1989 Was du ererbst von deinen Vätern ...

### Produktion
(als Andrea Kuschel, mit  Produktionsunternehmen ecce homo  )
- 1992–1995 Afrika hautnah[8]
- 1993 Zirkus Probst Oder Wie man durch die Welt kommt, achtteilige Dokureihe für den MDR[9]
- Nur Fliegen ist schöner. Kufen, die  die Welt bedeuten, mit  UN TV Produktion[10]
- 1999 Music Planet. Tamara Danz, auch Regie

### Schnitt
(als Andrea Kuschel)
- 2001 Geschichte Mitteldeutschlands. Kreuz, Schwert und Pflugschar
- 2003 Hals und Bein, Reportage
- 2004 Bei uns entdeckt. Mit Uniform und Leidenschaft, Dokufolge
- 2006 Senderauftrag Führermuseum
- 2007 Die Jahrhundertflut. Schicksalstage in Mitteldeutschland, Dokumentarfilm, MDR

## Publizistische Beiträge
als Andrea Klonower
- Einige Besonderheiten im Figurenaufbau von Krzysztof Zanussi an ausgewählten Filmen.  VEB DEFA-Studio für Spielfilme, 1979 (= Aus Theorie und Praxis des Films, 1979,1). 90 Seiten[11]

- Interview mit Helke Hoffmann [Misselwitz] zu ihrem Film Ein Leben. In Bulletin 3. Nationales Festival Dokumentar- und Kurzfilm für Kino und Fernsehen, Neubrandenburg 8.–12. Oktober 1980, S. 3–5 PDF

- Zur Effektivität des Dokumentarfilms und der künstlerischen Fernsehpublizistik. In Filmwissenschaftliche Beiträge, 1981, 2, S. 122–137 kurze Auszüge
- Schenkenberger Frauen. In: Temperamente. Blätter für junge Literatur. 1985, 4, S. 83–93, Prosatext